# هاسلوخ
هاسلوخ (به آلمانی: Hasloch) یک شهر در آلمان است که در ماین-اشپسارت واقع شده‌است.